# 基夫沙里夫卡

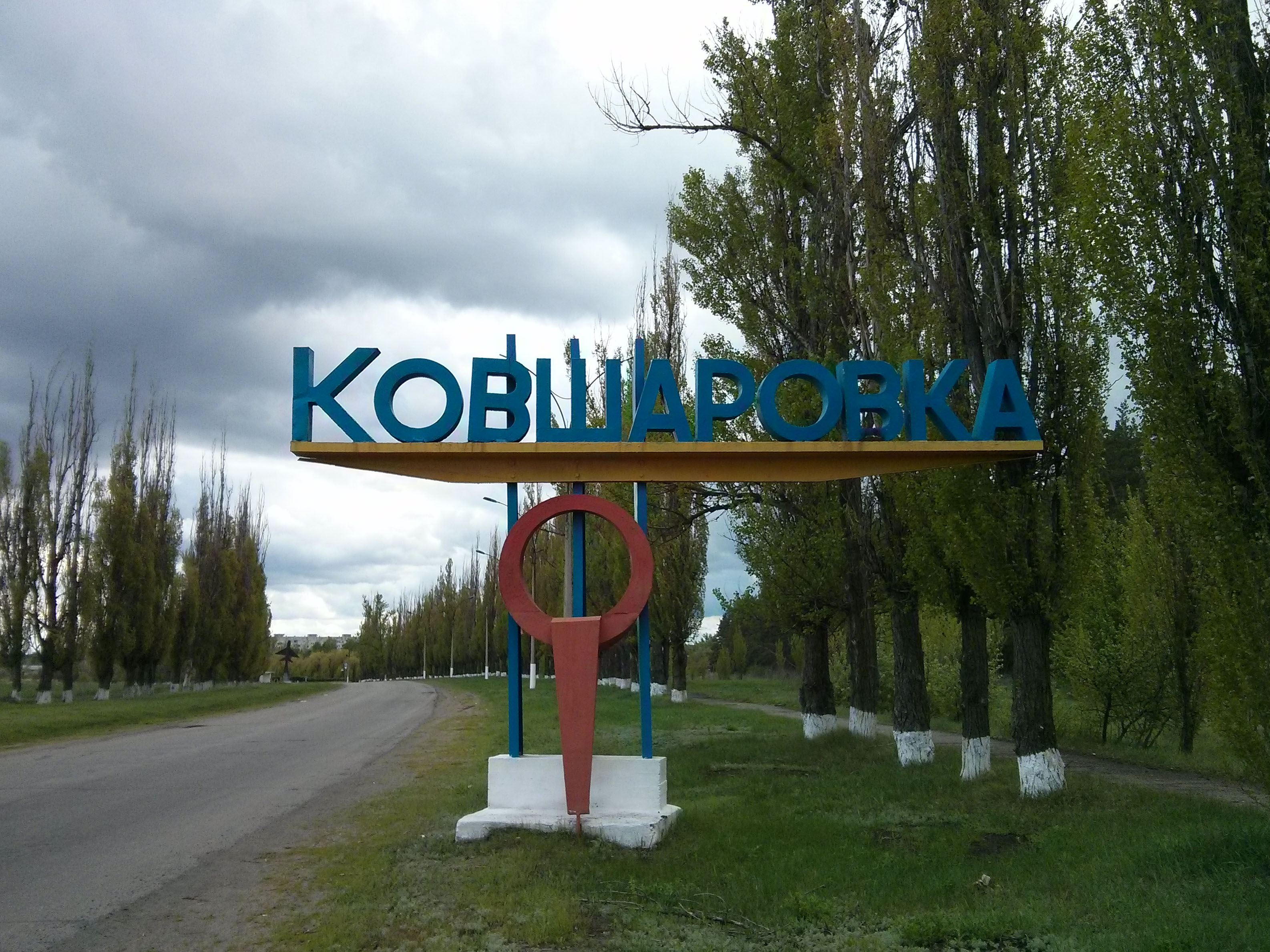
进城方向的路牌

基夫沙里夫卡（烏克蘭語：Ківшарівка），是烏克蘭東部哈爾科夫州庫皮揚斯克區库皮扬斯克市镇内的鎮。處於奧斯科爾河左岸，面積0.54平方公里，海拔高度96米，2001年人口20,729，人口密度每平方公里38,387.04人。